# Yvonne Visser

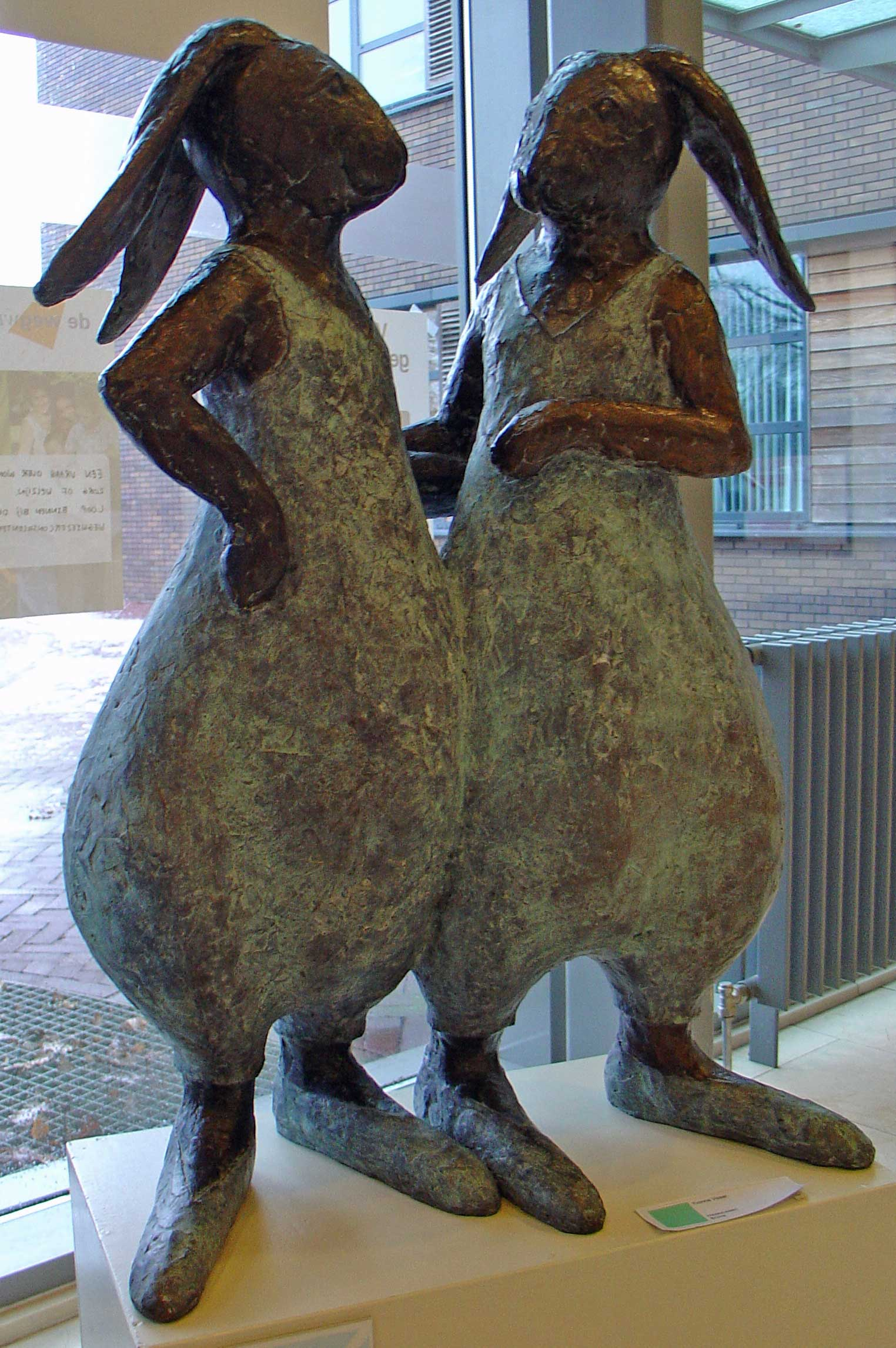
Hazezussen (2001), hal gemeentehuis Aa en Hunze, Gieten

Yvonne Visser (Nijmegen, 1954) is een Nederlandse beeldhouwer.

## Leven en werk
De in het Drentse Nijlande gevestigde beeldend kunstenaar Visser kreeg haar opleiding handvaardigheid aan de Stadsacademie in Maastricht.  Daarna studeerde zij aan de Academie Minerva te Groningen (keramiek en schilderen), waar zij in 1985 afstudeerde in 'Vrij Schilderen'. Na haar opleiding maakte ze aanvankelijk aquarellen, vervolgens keramiek en daarna bronzen plastieken. Haar werk kenmerkt zich door het gebruik van dieren, die emoties van mensen tonen.
Werk van Visser is in de publieke ruimte van diverse Nederlandse plaatsen te vinden.

## Werken (selectie)
- Dansende Beren - Martiniziekenhuis - Groningen (2010)
- Hippo Doekje - Winschoten (2010)
- Haas Daydream - Haren (2010)
- Hond Martiniziekenhuis - Groningen (2009)
- Vogelnest - Winschoten (2009)
- Vinkenmoeder met jong -Vinkenbuurt (2009)
- Hondjes - Martiniziekenhuis-Groningen (2008)
- Hippo's - Delfzijl (2007)
- Twee futen - Drachten (2006)
- Sophie de dansende haas - Tynaarlo (2006)
- Mijn vader - Zuidbroek (2006)
- Olifanten - Veendam (2005)
- Haas met boek - Dordrecht (2002)
- Hazezussen - Gieten (2001)
- Vleermuizen Antoniusziekenhuis - Nieuwegein